# Kiskopács község
Kiskopács község (románul: Comuna Copăcel) község Bihar megyében, Romániában. Központja Kiskopács, beosztott falvai Bokorvány, Kegyek, Kopácsmező, Szaránd, Élesdszurdok.

## Népessége
A 2011-es népszámlálás adatai alapján a község népessége 2297 fő volt.